# Angus Bethune

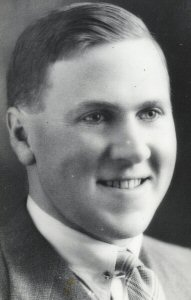
Angus Bethune (1946)

Walter Angus Bethune Kt (* 10. Dezember 1908 in Sheffield, Tasmanien; † 22. August 2004) war ein Politiker der Liberal Party of Australia, der zwischen 1969 und 1972 Premierminister von Tasmanien war. Er war damit der erste Premierminister seit 1934, der nicht von der Australian Labor Party gestellt wurde.

## Leben
Bethune wurde am 23. November 1946 als Kandidat der Liberal Party im Wahlkreis Wilmot/Lyons erstmals zum Mitglied des Repräsentantenhauses (Tasmanian House of Assembly), dem Unterhaus des tasmanischen Parlaments, gewählt und gehörte diesem bis zu seinem Mandatsverzicht am 30. Juni 1975 an.
Während seiner Parlamentszugehörigkeit wurde er am 19. März 1960 als Nachfolger von William Jackson Oppositionsführer im Repräsentantenhaus und war als solcher Spitzenkandidat der Liberalen bei der Parlamentswahl am 2. Mai 1964. Hierbei wurde allerdings die Regierung der Labor Party unter Premierminister Eric Reece im Amt bestätigt und errang mit 90.631 Stimmen (51,32 Prozent) 19 Sitze und damit eine absolute Mehrheit. Die Liberal Party erzielte 67.971 Stimmen (38,49 Prozent) und konnte damit zumindest ihre 16 Mandate verteidigen.
Bei den darauf folgenden Parlamentswahlen am 10. Mai 1969 verlor die Labor Party ihre absolute Mehrheit und errang mit 90.278 Stimmen (47,68 Prozent) nur noch 17 Mandate. Die Liberal Party kam mit 67.971 Stimmen (43,98 Prozent) ebenfalls auf 17 Mandate und bildete am 26. Mai 1969 mit Bethune als Premierminister eine Koalition mit der Centre Party, deren einziger Abgeordneter und langjähriger Sprecher des House of Assembly, Kevin Lyons, Vize-Premierminister wurde. Lyons war ein Sohn von Joseph Lyons, der von 1923 bis 1928 Premierminister Tasmaniens sowie zwischen 1932 und seinem Tod 1939 Premierminister von Australien war.
Während seiner Amtszeit als Premierminister war Bethune vom 26. Mai 1969 bis zum 3. Mai 1972 zugleich Finanzminister (Treasurer) und auch Minister zur Verwaltung der Wasserenergiekommission (Minister administering the Hydro-Electric Commission). Bethune war der erste Premierminister Tasmaniens seit 1934, der nicht von der Labor Party gestellt wurde.
Bei den Parlamentswahlen vom 22. April 1972 errang die Labor Party einen überwältigenden Wahlsieg. Die ALP gewann bei 108.910 Stimmen (54,93 Prozent) 7,25 Prozentpunkte hinzu und verfügte jetzt über 21 Sitze im Repräsentantenhaus. Bethunes Liberal Party holte diesmal nur noch 76.073 Stimmen (38,37 Prozent) und verlor damit 5,61 Prozentpunkte und kam nur noch auf 14 Parlamentsmandate.
Nach der Wahlniederlage verzichtete Bethune auf das Amt des Oppositionsführers, das nunmehr von Max Bingham übernommen wurde. Am 30. Juni 1975 legte er nach fast 29-jähriger Parlamentszugehörigkeit sein Abgeordnetenmandat nieder und zog sich aus dem politischen Leben zurück.
Für seine langjährigen politische Verdienste wurde er 1979 zum Knight Bachelor geschlagen und führte fortan den Namenszusatz „Sir“. Nach seinem Tod wurde er am 27. August 2004 in einem Staatsbegräbnis beigesetzt. 